# ラモン・デッカー
ラモン・デッカー（Ramon Dekkers, 1969年9月4日 - 2013年2月27日 ）は、オランダ出身の元格闘家。
キックボクシングおよびムエタイで8度も世界王者に輝き、格闘王国オランダが生んだキック界の至宝と評された。KOを恐れないフルスイング回転の攻撃と鬼気迫る闘志から「地獄の風車」と呼ばれ、その驚異のKO率からムエタイの本場タイでは「ザ・ダイアモンド」とも称された。

## 来歴
- 1986年、16歳でコー・ヘマーズに入門（ヘマーズはオランダ・キックボクシング創成期の選手で、長い戦歴を誇るデッカーの唯一のトレーナー。後にデッカーの母親と結婚し、義理の父子となる）。デッカーとヘマーズは、2人で試行錯誤しながらトレーニング方法を作り上げることからスタートした。
- 入門から数か月後、KO勝利でプロデビュー。
- 1987年11月、年齢制限の特例を受け、17歳でタイトルマッチに挑戦し、オランダ王者となった。
- 1988年、2つの選手権でヨーロッパ王者となった。
- 1989年12月、オランダにてマンゴンダム・シットチャンを激戦の末に僅差判定で破り、IMTA世界ライト級王者になる。
- 1990年2月、オランダにてタイのルンピニー現役フェザー級1位（前王者）ナンポン・ノンキーパーフユットを判定で下し、IMF世界ライトウェルター級王座を獲得。再戦で敗れるも、以後、オランダで現役ルンピニージュニアライト級王者のチェアリー・ソー・ワニットを1RKO、ルンピニージュニアフェザー王者スーパーレック・ソンイーサンと互角の末、判定負け。9月15日、ドイツでラジャダムナンジュニアライト級2位ソンバット・ソー・タニクンに判定勝ちするなど、ムエタイ一流選手と2勝2敗のその功績が認められ、同年11月にルンピニー・スタジアム・ライト級王座への挑戦が実現する（王者イッサラー・サックリーリンに判定負け）。外国人選手がムエタイ王座に挑むのが許されたのは、実に日本の藤原敏男以来の快挙であった。この後、同国の将来有望な選手の称号である「ダイアモンド」と呼ばれた。
- 1992年、ルンピニー・スタジアムにて、現役ライト級王者のコーバーン・ルークチャオメーサイトーンを1RKOする。タイで年間優秀選手の特別賞に選ばれた。同国で最も有名な外国人と言われた。以後も日本を含む多くの国の大会で活躍を続けた。
- 1997年3月23日、オランダでライアン・シムソンと対戦し、2R終了時に左目負傷によりTKO負け。
- 2001年3月18日、オランダ「2H2H」で引退興行。マリノ・デフローリンを相手にKO勝利。華々しいエンディング・セレモニーに送られて引退。その後はゴールデン・グローリーで打撃コーチを務めながら、自らも総合格闘技の練習に取り組んだ。
- 2005年3月26日、総合格闘技大会HERO'Sで現役復帰。須藤元気と対戦するも、ヒールホールドで一本負け。
- 2005年7月20日、「K-1 WORLD MAX 2005 世界一決定トーナメント」のスーパーファイトに出場し、ドゥエイン・ラドウィックと対戦。1Rに左ストレートでダウンを奪い、3R判定3-0で勝利した。本人によれば、試合前のウォーミングアップで右腕を痛めたという。
- 2013年2月27日、サイクリングトレーニングをしている最中に突然の体調不良に陥り、そのままトンネルに激突し昏倒。同伴の仲間が救急に連絡し急遽ヘリコプターによって病院に搬送されたが、死亡が確認された（43歳没）[1]。

## 主な戦績

### キックボクシング
| キックボクシング 戦績 | キックボクシング 戦績 | キックボクシング 戦績 | キックボクシング 戦績 | キックボクシング 戦績 | キックボクシング 戦績 | キックボクシング 戦績 |
| --------------------- | --------------------- | --------------------- | --------------------- | --------------------- | --------------------- | --------------------- |
| 206 試合              | (T)KO                 | 判定                  | その他                | 引き分け              | 無効試合              |                       |
| 186 勝                | 95                    |                       |                       | 2                     |                       |                       |
| 18 敗                 |                       |                       |                       | 2                     |                       |                       |

| 勝敗 | 対戦相手                             | 試合結果                 | 大会名                                                                             | 開催年月日     |
| ×    | ユーリ・メス                         | 3R終了 判定              | It's Showtime（K-1 WORLD GP 2006 in AMSTERDAM）                                    | 2006年5月13日  |
| ○    | ドゥエイン・ラドウィック             | 3R終了 判定3-0           | K-1 WORLD MAX 2005 〜世界一決定トーナメント決勝戦〜 【スーパーファイト】           | 2005年7月20日  |
| ○    | マリノ・デフローリン                 | 4R 0:18 TKO              | 2H2H - Simply The Best【ムエタイルール】                                           | 2001年3月18日  |
| △    | 新田明臣                             | 5R終了 判定0-1           | K-1 J・MAX                                                                         | 2000年11月1日  |
| ×    | 小比類巻貴之                         | 1R終了時 TKO（右脛負傷） | K-1 RISING 2000                                                                    | 2000年1月25日  |
| ○    | 緒形健一                             | 4R 2:58 KO（フック連打） | シュートボクシング『GROUND ZERO TOKYO』 【WPKL世界ジュニアミドル級タイトルマッチ】 | 1998年11月14日 |
| ○    | 吉鷹弘                               | 5R終了 判定3-0           | Shoot the Shooto XX【キックボクシングルール】                                      | 1998年4月26日  |
| ×    | ダニー・ビル                         | 5R終了 判定              | フランス                                                                           | 1997年11月22日 |
| ○    | ハッサン・カスリオイ                 | 3R KO                    | Night of Dynamite                                                                  | 1997年10月11日 |
| ×    | ライアン・シムソン                   | 2R終了時 TKO（左目負傷） | オランダ                                                                           | 1997年3月23日  |
| ○    | 港太郎                               | 1R 1:33 KO               | マーシャルアーツ日本キックボクシング連盟                                           | 1995年6月2日   |
| ×    | サックモンコン・シットチューチョーク | 判定                     | ルンピニー・スタジアム                                                             | 1991年11月26日 |

### 総合格闘技
| 総合格闘技 戦績 | 総合格闘技 戦績 | 総合格闘技 戦績 | 総合格闘技 戦績 | 総合格闘技 戦績 | 総合格闘技 戦績 | 総合格闘技 戦績 |
| --------------- | --------------- | --------------- | --------------- | --------------- | --------------- | --------------- |
| 1 試合          | (T)KO           | 一本            | 判定            | その他          | 引き分け        | 無効試合        |
| 0 勝            | 0               | 0               | 0               | 0               | 0               | 0               |
| 1 敗            | 0               | 1               | 0               | 0               | 0               | 0               |

| 勝敗 | 対戦相手 | 試合結果               | 大会名 | 開催年月日    |
| ×    | 須藤元気 | 1R 2:54 ヒールホールド | HERO'S | 2005年3月26日 |

## 獲得タイトル
- オランダフェザー級王座
- MTBN欧州フェザー級王座
- NKBB欧州スーパーフェザー級王座
- IMTA世界ライト級王座
- IMTF世界スーパーライト級王座
- IMF世界ライトウェルター級王座
- WPKL世界ウェルター級王座
- WPKL世界スーパーウェルター級王座
- WPKF世界ミドル級王座
- WPKL世界ミドル級王座